# Danni Ashe
Danni Ashe, nome artístico de Leah Nicole Manzari (Beaufort, Carolina do Sul, 16 de janeiro de 1968), é uma empreendedora, fotógrafa, ex-modelo erótica e ex-stripper dos Estados Unidos.
É também fundadora e antiga diretora executiva do website "Danni's Hard Drive" (também conhecido como Danni.com), um dos primeiros sites para adultos, lançado em julho de 1995, com assinantes pagando US$ 9,95 por mês pelo acesso de imagens exclusivas. Ashe é considerada pioneira em lucrar dinheiro online vendendo vídeos e fotos nuas de si mesma, inovando esse segmento da indústria pornográfica na internet. Durante os dois primeiros anos de existência, seu site foi um dos mais visitados em todo o mundo e causou mais tráfego de rede do que toda a América Central combinada.
Em agosto de 2000, ela ganhou o status de "a mulher mais baixada da Internet" pelo Guinness Book, o livro dos recordes, ultrapassando Cindy Margolis, que havia recebido o título no ano anterior. Em 5 de dezembro de 2000, o status foi ainda mais ampliado, com suas imagens superando a marca de 1 bilhão de downloads pagos; Danni Ashe foi a primeira pessoa na história a atingir oficialmente esse marco.
Ela apareceu também em vários programas e séries de televisão, além de uma variedade de papéis menores em filmes.